# Gustav von Stein
Johann Heinrich Gustav von Stein (* 24. August 1872 in Köln; † 30. November 1952 in Enkirch) war ein preußischer Landrat im Kreis Zell.

## Leben
Von Stein war ein Sohn des Kölner Kommerzienrats und Miteigentümers des privaten Bankhauses J. H. Stein Johann Heinrich von Stein (1832–1911) und dessen Ehefrau Elise Maria (Marie) von Mevissen (1847–1936). Er besuchte zunächst das Friedrich-Wilhelm-Gymnasium in Köln, wo er zu Ostern im Jahre 1892 seine Reifeprüfung ablegte. Im Anschluss daran begann er ein Studium der Rechtswissenschaften zunächst in Lausanne, dann in München und Bonn und zuletzt an der Albert-Ludwigs-Universität Freiburg. 1896 promovierte er schließlich in Erlangen zum Dr. jur. mit seiner Dissertationsschrift Die Natur des Kaufes auf Probe und die praktische Bedeutung der verschiedenen Ansichten. Nach seiner 1. juristischen Prüfung, die er am 13. Juni 1896 abgelegt hatte, folgten erste Anstellungen in Gummersbach, Köln, Waldbröl, Potsdam, Herford und nochmals in Köln.
Am 21. Dezember 1909 erhielt er seine Ernennung zum kommissarischen Landrat für den Kreis Zell an der Mosel. Sein Amt trat er jedoch erst am 6. Januar 1910 an, dem schließlich die endgültige Bestellung am 12. Juni 1910 folgte.

„Zu Weihnachten 1909 erhielt mein Mann die Nachricht, daß er zum Landrat des Kreises Zell ernannt worden sei und dieses Amt im Januar antreten solle. Damit war sein Wunsch, Landrat eines Kreises in Westdeutschland zu werden, in Erfüllung gegangen – und so fuhr ich voller Begeisterung an die Mosel.“

Nach dem Moselhochwasser im November 1910, bei dem die erst kurz zuvor neu installierte Zentralheizung des Kreishauses ausgefallen war, und der Landrat gar zur allgemeinen Gaudi beim Transport von einem Kahn ins Wasser gefallen war, beschloss die Familie umzuziehen. Hierzu ließen sie eigens nach 1910 ein Herrenhaus in Burg an der Mosel bauen, dem sie den Namen „Schloß Burg“ gaben und das heute als Standesamt der Verbandsgemeinde Traben-Trarbach genutzt wird.
Als von Stein erkrankte, wurde er in der Zeit von 1916 bis 1918 vom Simmerner Ökonomierat Dr. Karl Franz Heiser (1870–1930) vertreten. Nach einer Initiative von Stein´s wurden sowohl die Siedlung Briedeler Heck als auch das kreiseigene Lehr- und Versuchsweingut Sonneck in Bullay gegründet. Um den zusätzlichen Bedarf an Diensträumen zu decken, wurde auf sein Betreiben hin das Kreisverwaltungsgebäude aufgestockt. Weiterhin ließ er noch eine Jugend- und Volksbücherei mit 4000 Büchern anlegen und in den Jahren 1928–1929 wurde das Gebäude der Kreissparkasse neu errichtet.
Nach der Machtergreifung der NSDAP im Jahre 1933 bekam von Stein Schwierigkeiten mit der Partei, in dessen Folge er am 1. Februar 1935 aufgrund eines maßgeblichen schweren Gehörleidens frühpensioniert wurde. In einer würdigenden Nachbetrachtung reflektierte man von Stein´s Leistungen im politischen Wandel der Zeit des Ersten Weltkriegs und dessen Nachkriegsjahre, der Weimarer Republik sowie des Beginns der Herrschaft des Nationalsozialismus. Entsprechend seiner Leistungen und Verdienste für seine insgesamt 25-jährige Tätigkeit als Landrat des Kreises Zell wurde Gustav von Stein im Jahre 1952 anlässlich seines 80. Geburtstag das Verdienstkreuz I. Klasse verliehen.

## Familie
Am 9. Mai 1905 heiratete von Stein Bertha Elisabeth Anna Erica von Mallinckrodt (1885–1968) die eine Tochter des Kölner Industriellen und Politikers Gustav von Mallinckrodt war. Aus dieser Ehe gingen insgesamt 3 Kinder hervor. Der Sohn Wolfgang von Stein (1907–1991) war seit 1944 mit der Gräfin Helen von Zeppelin (1905–1995), einer Tochter von Friedrich von Zeppelin-Aschhausen verheiratet.

## Auszeichnungen
- 1952 Verdienstkreuz I. Klasse
- 1952 Feuerwehr-Ehrenkreuz I. Klasse

## Ergänzendes
Im Jahrbuch des Vermögens und Einkommens der Millionäre in der Rheinprovinz von Rudolf Martin (1867–1939) früherer Regierungsrat im Reichsamt des Innern von 1913 wird Gustav v. Stein, Dr. jur., Landrat in Zell a. d. Mosel, Reg.-Bezirk Koblenz mit einem geschätzten Vermögen von 8 bis 9 Millionen Mark an 71. Stelle der reichsten Personen in der Rheinprovinz aufgeführt, was einem heutigen Wert (Stand Januar 2018) von 41,6 bis 46,8 Millionen Euro entspräche.